# André Halimi
Pour les articles homonymes, voir Halimi.
André Halimi, né le 28 avril 1930 à Béja et mort le 1er décembre 2013 à Jérusalem, est un journaliste et producteur de télévision français.
Il est notamment le créateur, avec Lionel Chouchan, du Festival du cinéma américain de Deauville (1975).

## Carrière
Journaliste professionnel en 1955, André Halimi collabore notamment à Arts et Spectacles (1955-1959), au quotidien Paris-Presse (1959-1968), à Pariscope (1969-1981) comme rédacteur en chef et à VSD (1981-1983).
En 1976, il fonde sa propre société de production, Editing Productions. Il produit et réalise régulièrement de nombreuses émissions de télévision, notamment en réunissant des images d'archives. On lui doit ainsi des émissions à thème et des portraits, entre autres, de Jean Cocteau, Michel Galabru, Louis de Funès, Michèle Morgan, Charlie Chaplin, Louis Armstrong, Ella Fitzgerald. Il réalise également un entretien, diffusé sur France Culture du 1er au 5 janvier 1973, avec Françoise Sagan, auquel le titre de Tout le monde est infidèle est donné, publié en 2009 aux éditions Le Cherche midi.
En 1976, Chantons sous l'Occupation est son premier film traitant de la période de l'Occupation (1940-1944). Il réitère l'expérience en 2003 avec La Délation sous l'Occupation.

## Œuvres
- On connaît la chanson, 1959
- Drôles de vacances, 1961
- Tous candidats à l'Élysée, 1963
- 36 écrivains et leurs 4 vérités, 1965
- Paris, hélas, Paris, 1967
- Une trouvaille embarrassante, 1972
- Chantons sous l'Occupation, 1976
- Demain on rase gratis, 1977
- Carter si, Carter no, 1978
- Ce qui a fait rire les Français sous l'Occupation, 1979
- Ce qui a fait rire les Français au temps du cinéma érotico-porno, 1981
- 1981 : Le Petit Théâtre d'Antenne 2 : Un dirigeable ensorcelé d'André Halimi, réalisation Georges Vitaly
- La délation sous l'Occupation, éditions Alain Moreau, 1983 (plusieurs rééditions).
- Apologie de l'adultère, 1984
- Touche pas à l'Amérique, 1985
- Le Show-biz et la politique, 1987
- Promettez, promettez..., 1988
- Corps z'à corps, 1988
- Coluche et la politique, 1994
- Femmes en péril, 2001
- Clichés et lieux communs du Festival de Cannes, 2002